# Dranyen

Le dranyen, dramyin ou dranyen ((tibétain : སྒྲ་ སྙན་ ་།, Wylie : sgra-snyan; dzongkha : dramnyen; (zh)) dramyen, dramyin ou zhamunie est un luth tibétain monoxyle dont la taille peut varier entre 60 cm et 1,20 m de long. Le sugudu en est une version à quatre cordes, dont les chevilles sont placées du même côté du manche.

## Lutherie
La caisse de résonance ronde en bois est recouverte avec une peau épaisse (parfois de poisson) souvent teintée en vert ou bleu vert. Le long manche a une touche lisse, non frettée. La crosse du chevillier représente un dragon ou le plus souvent une tête de cheval. Le dos de la caisse est parfois décoré par des motifs sculptés floraux ou géométriques polychromes, voire le calendrier bouddhiste avec les différents animaux qui le composent. 
Il possède trois cordes doubles — accordées sol ré la (G D A) — qui sont traditionnellement faites en boyaux, mais qui, actuellement, sont progressivement remplacées par un nylon bicolore bleu et blanc, ou rouge et blanc. Les cordes sont tendues par six chevilles en bois tourné. 
Le médiator, en os ou en plastique, chargé de mettre les cordes en vibration, est attaché au niveau du talon de l'instrument avec une cordelette pour ne pas le perdre. 

## Jeu
On en joue au sein de petits ensembles.